# Hostie

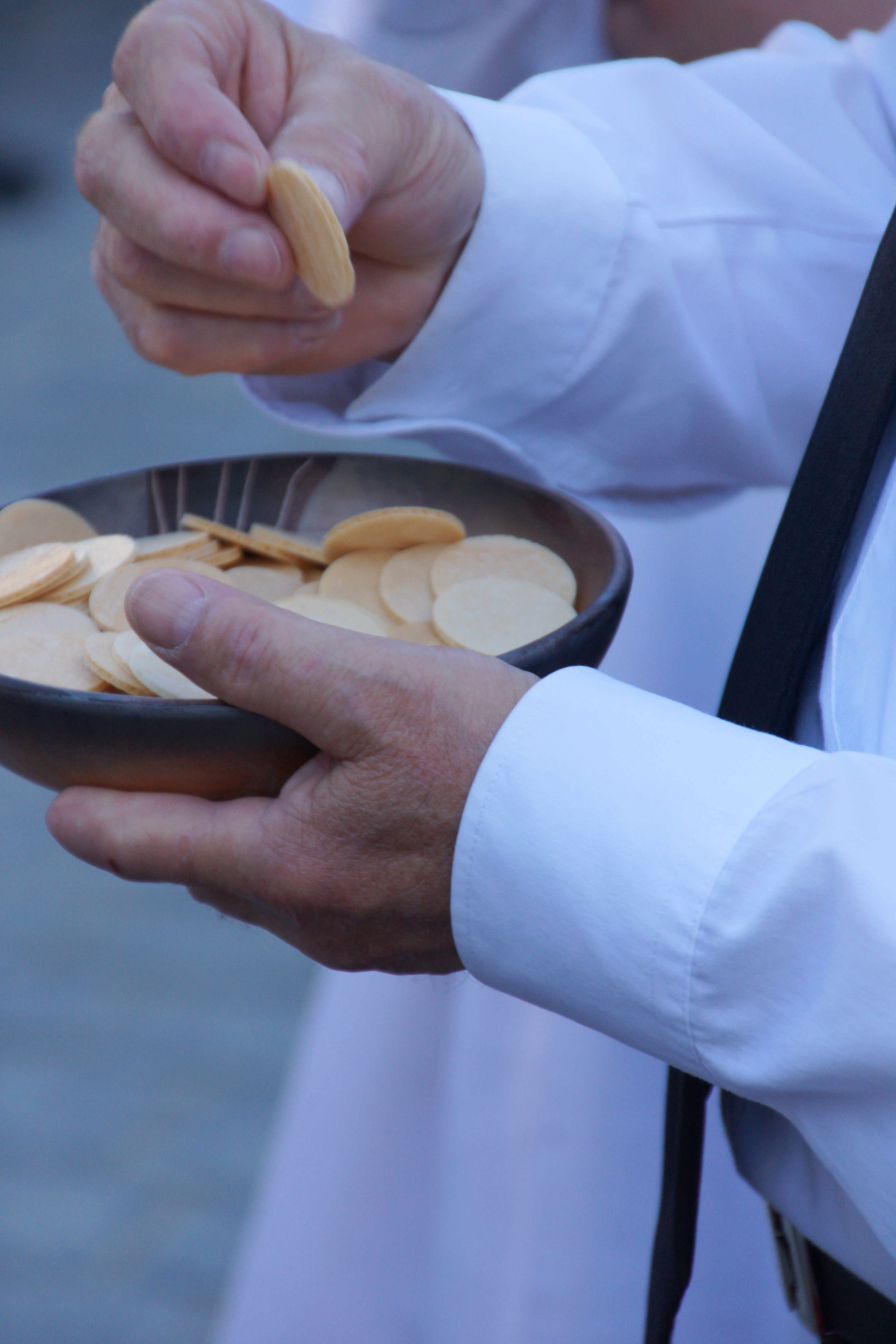
Het uitreiken van de hosties aan gelovigen tijdens de communie

Een hostie is een schijfje ongedesemd brood (meestal een soort ouwel) dat uitgereikt wordt aan kerkgangers tijdens de communie in katholieke kerken. Het nuttigen van dit stukje brood herinnert gelovigen eraan deel te hebben aan het laatste avondmaal van de Heer. Het ritueel van de communie volgt na de consecratie tijdens de eucharistie Het woord hostie komt van het Latijnse hostia dat slachtoffer betekent. 

## Doctrine
Volgens rooms-katholieke gebruik worden de hostie op de pateen en de eucharistische wijn in de miskelk tijdens de mis geofferd (deelname hier en nu aan het ene offer van Christus op Kalvarië). In de katholieke kerk breekt de priester tijdens de mis de hostie in stukken en deelt andere kleinere hosties aan de gelovigen uit tijdens de communie als een symbolische herhaling van het Laatste Avondmaal. Katholieken geloven dat na de epiklese en de consecratie de hostie wezenlijk is veranderd in het Lichaam van Christus en ze kan daarom, wegens die transsubstantiatie, ook aanbeden worden. Bij de consecratie verandert God door de liturgische actie van de priester (de substantie van) het brood van de hostie in (de substantie van) het Lichaam van Jezus. 
Dat heet het dogma van de transsubstantiatie: de fysische en zintuiglijk waarneembare eigenschappen van het brood en de wijn blijven bestaan, maar door de goddelijke macht hem verleend bij de priesterwijding, vernietigt de priester de substantie van brood en wijn en stelt in de plaats ervan de substantie van het Lichaam en Bloed van Jezus, zoals hij zich nu bevindt zittend aan de rechterhand van de Vader in de hemel. Toen Jezus zei “Dit IS mijn lichaam en dit IS mijn bloed” IS het ook zijn lichaam en bloed geworden (de wezenheid, de substantie, het “zijn” is veranderd), ook al blijven we brood en wijn ZIEN: de zintuiglijk waarneembare eigenschappen zijn gebleven. De fysische eigenschappen van brood en wijn zijn gebleven na de consecratie, de metafysische eigenschap (substantie) is veranderd. Daarom de term "transsubstantiatie": de transformatie van de substantie.

## Rituelen
In de Rooms-Katholieke Kerk bestaan twee rituelen voor de uitreiking van de hosties: op de tong of op de hand. Tot aan het Tweede Vaticaans Concilie (1962-1965) kregen gelovigen de communie op de tong uit handen van de priester. Een misdienaar kan daarbij een communieschaal onder de mond van de gelovigen houden die knielen aan een communiebank. Dit is gebruikelijk in de Tridentijnse mis. In de westerse Katholieke Kerk is het sinds 1969 in die kerkprovincies waar de bisschoppenconferentie daarom gevraagd heeft, bij wijze van indult ook toegelaten de hostie op de hand te leggen. Bij die vorm gebeurt de uitreiking staande. Beide vormen bestaan heden naast elkaar en hebben een lange traditie. 
De handcommunie is controversieel bij gelovigen die de postconciliaire veranderingen in het ritueel verwerpen, onder meer omdat ze aan satanisten de mogelijkheid zou geven om geconsacreerde hosties oneigenlijk te gebruiken. In de derde eeuwen was er handcommunie aanwezig maar de communiehostie werd bij de vrouwen op de hand gelegd, die bedekt was met een sluier. De priester was verplicht om te waarschuwen eerbiedig met de hostie om te gaan. Uiteindelijk is deze handcommunie afgeschaft wegens wangebruik, stukjes vielen op de grond en de hostie werd meegenomen door satanisten. Sindsdien werd alleen communie op de tong toegestaan tot in 1969 Paulus VI de handcommunie toestaat.
Geconsecreerde hosties die niet meteen zijn uitgereikt worden in de tabernakel bewaard. Als er hosties in de tabernakel aanwezig zijn, brandt er een lampje bij.

## Oosterse Kerken
De oosters-katholieke en orthodoxe kerken geloven hetzelfde als de katholieken (van de Latijnse ritus) inzake de werkelijke tegenwoordigheid van Christus tijdens en na de eucharistieviering, maar gebruiken één of vijf gegiste Prosforas, die in stukjes op een pateen gelegd wordt. Tijdens de Goddelijke liturgie doet de priester het brood in de kelk. In een plechtig ritueel, geeft de priester niet een stukje van het brood maar doopt hij een lepeltje in de kelk en legt de wijn en het brood op de tong van de gelovigen.

## Oudkatholieke Kerk
De Oudkatholieke Kerk, zegt hiervan, in de Utrechtse Verklaring van 1889: "De viering der Eucharistie in de kerk is niet een voortdurende herhaling of vernieuwing van het zoenoffer, dat Christus eens voor al op het kruis opgedragen heeft, maar haar offerkarakter bestaat daarin, dat zij de blijvende gedachtenis daarvan is en een op aarde plaats hebbende wezenlijke vertegenwoordiging van die ene offerande van Christus voor het heil der verloste mensheid, welke (volgens Hebr. 9: 11,12) voortdurend door Christus opgedragen wordt, terwijl hij nu voor ons verschijnt voor het aanschijn Gods (Hebr. 9:24). Terwijl dit het karakter der Eucharistie is ten opzichte van het offer van Christus, is zij tegelijk een geheiligd offermaal waarin de gelovigen, het Lichaam en Bloed des Heren ontvangende, gemeenschap met elkander hebben (1 Kor. 10:17)."

## Protestantisme
Het Protestantisme hanteert niet het idee van transsubstantiatie. Ze gebruiken doorgaans gewoon brood tijdens het avondmaal. Zij ontvangen het avondmaalsbrood op de hand en gebruiken de term hostie niet. Lutheranen en anglicanen gebruiken veelal ongedesemd avondmaalsbrood.

## Afbeeldingen

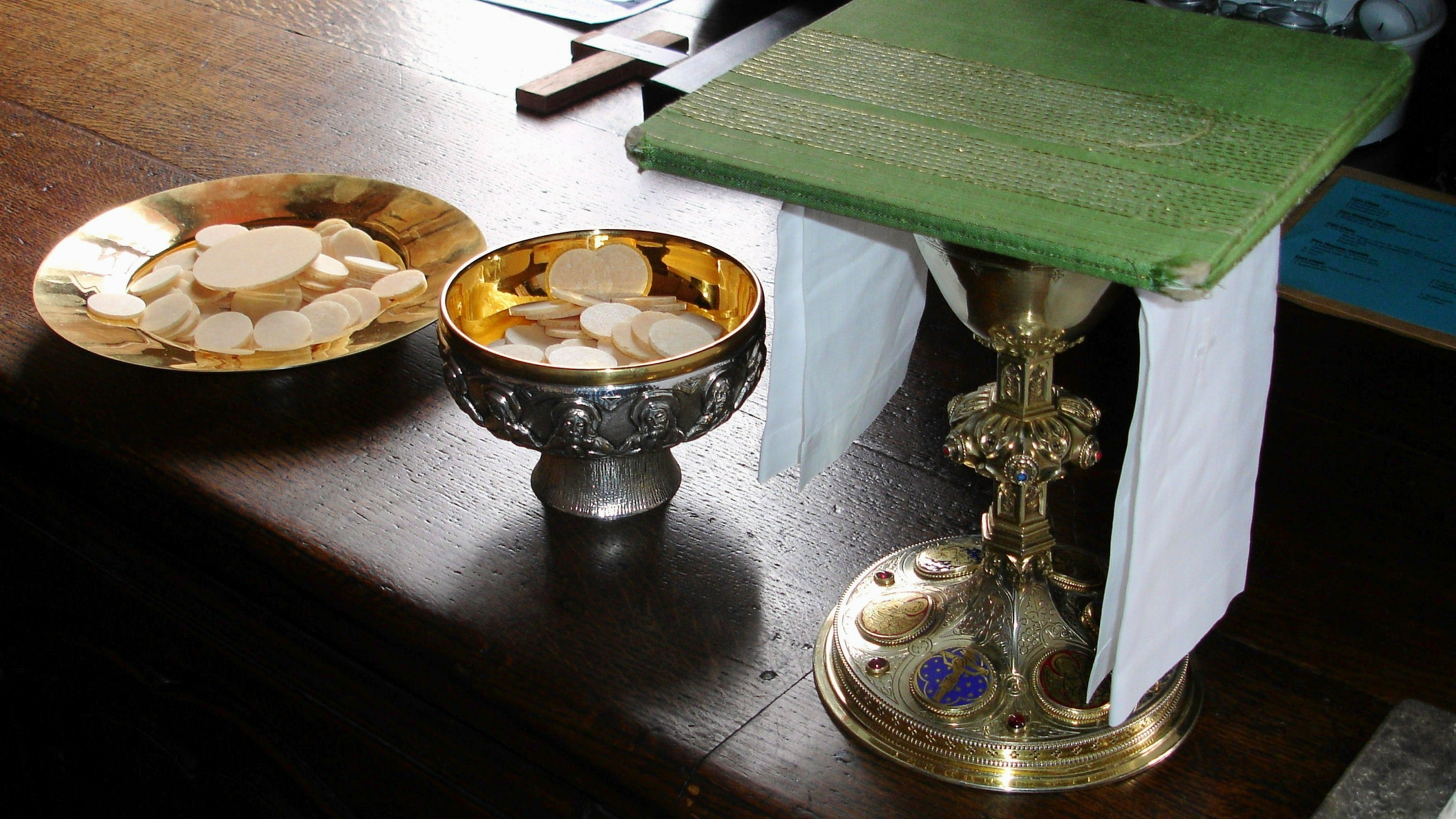
Kelk en Hosties
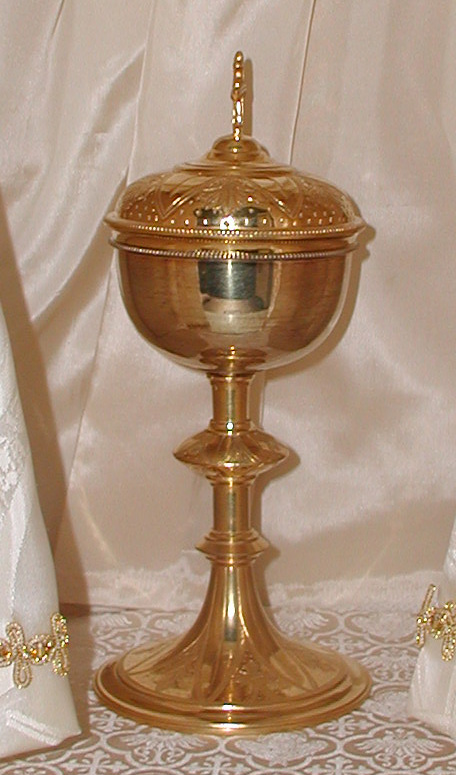
Een ciborie, het vaatwerk waarin de geconsecreerde hostie wordt bewaard (Kluiskerk Warfhuizen)
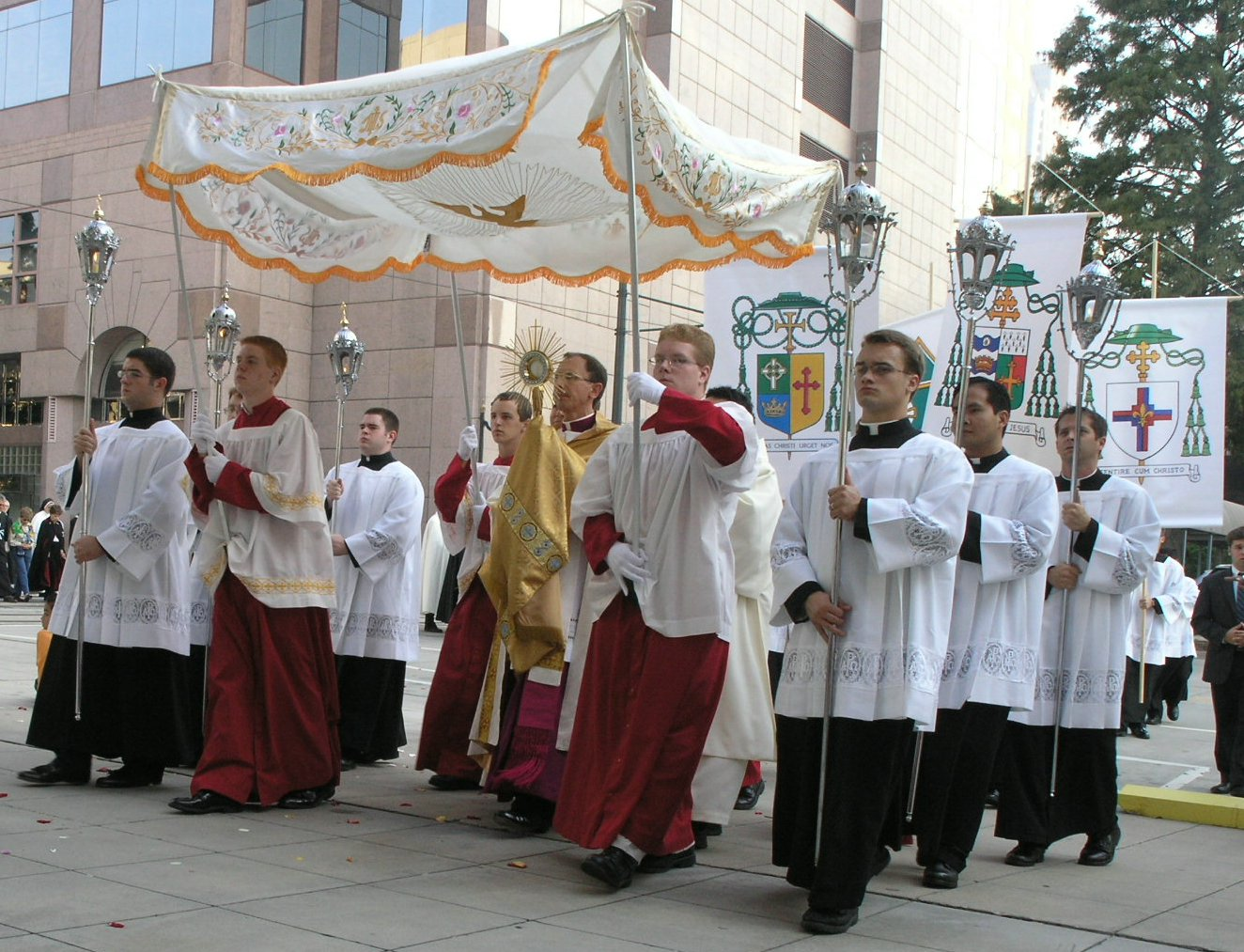
Processie met de geconsacreerde hostie, eucharistisch congres in Charlotte, 2005
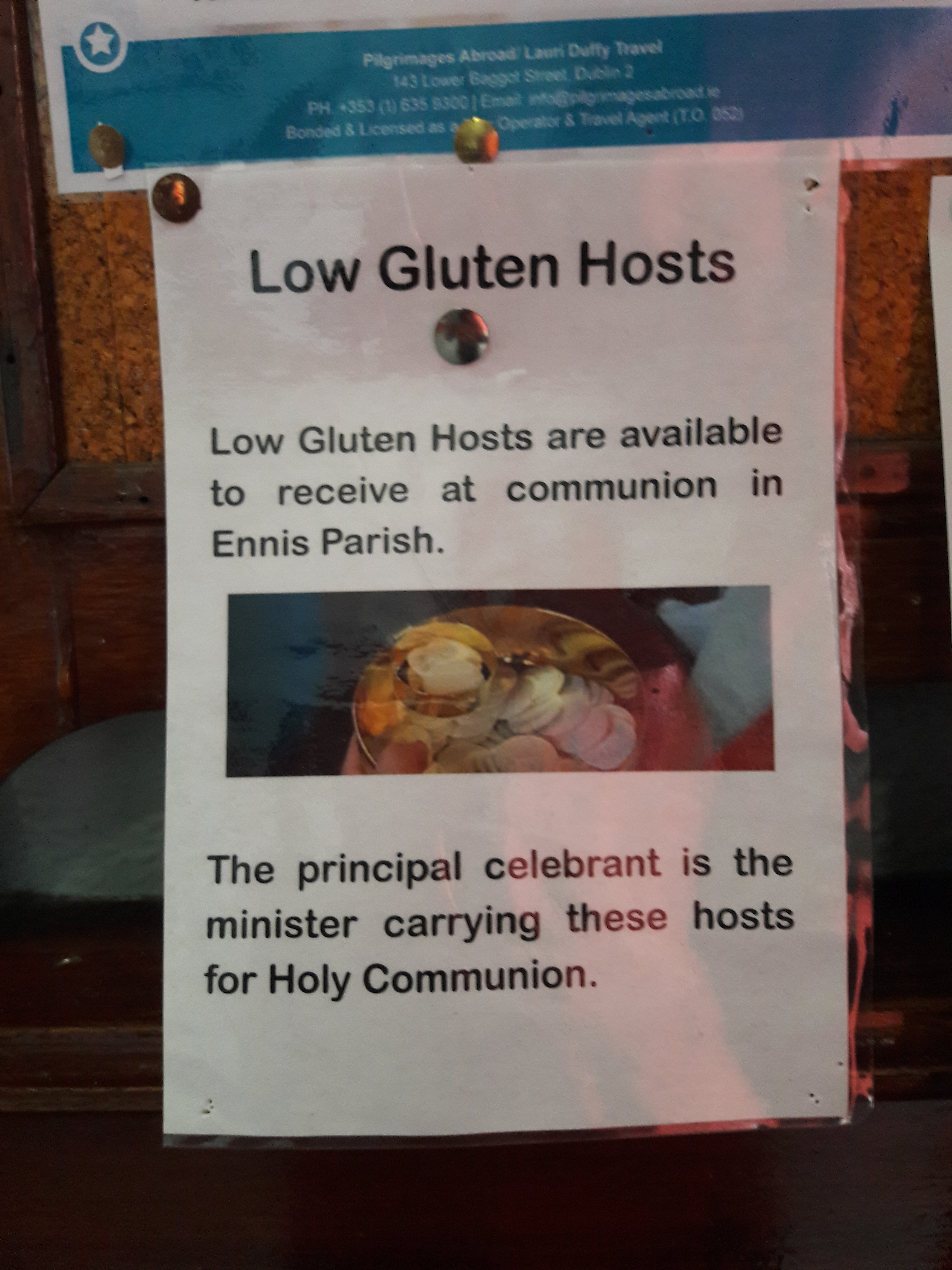
Dieetbewuste hosties: minder gluten
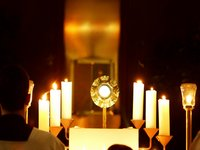
Aanbidding van de geconsacreerde hostie, geplaatst in een monstrans, New York, 2006.